# Barbara Zoeke
Barbara Zoeke ist eine deutsche Psychologin und Schriftstellerin.

## Leben
Ihre Kindheit verbrachte Barbara Zoeke im thüringischen Vogtland, legte ihr Abitur allerdings in Düsseldorf ab. Zum Studium ging sie nach Köln und Münster. Sie schloss im Fach Psychologie zunächst mit einem Diplom ab und promovierte und habilitierte später. Zu Forschungsaufenthalten reiste sie in die USA. Sie war über mehrere Jahre in den 1990er Jahren im Vorstand der „International Society of Comparative Psychology“. Später war sie an der Universität Münster angestellt, ebenso in Frankfurt, Würzburg und München. Neben wissenschaftlichen Arbeiten zur Wahrnehmung und zum Gedächtnis veröffentlicht sie erzählende Prosa, Lyrik und Sachbuchtexte. Barbara Zoeke lebt seit dem Frühjahr 2008 in Berlin.
Ihr Roman Die Stunde der Spezialisten wurde 2017 mit dem Brüder-Grimm-Preis der Stadt Hanau ausgezeichnet.

## Werke

### Essays, Kurzprosa, Lyrik
- Evolution. In Tasten, Magazin für Literatur, Nr. 5, 1992.
- Brief an Peer Gynt. In Rind & Schlegel, Nr. 24, 1993.
- Liebe. In Rind & Schlegel, Nr. 24, 1993.
- Zeichenlehre. In Rind & Schlegel, Nr. 24, 1993.
- Darf nicht nur Trauer sein. In Rind & Schlegel; Nr. 24, 1993.
- Alte Fotografie. Kurzprosa in Tasten 7, Magazin für Literatur, 1994.
- Gespeicherter Raum – destillierte Zeit. Essay in: Wir leben in vielen Wirklichkeiten. Ausstellungs-Katalog für Dieter Häussler, Schwäbisch Hall: Siller, 1995.
- Die Mütze. Kurzprosa in der Anthologie Pflücke die Sterne, Sultanim. Dorsten: Verlag Heike Wenig, 1996.
- Brief... In Tasten 11, Magazin für Literatur, 1998.
- Nebelland hab ich gesehen – Nebelherz hab ich gegessen. Essay. In Eberle, Norbert (Hrsg.) Bedeckt und unbedeckt.- Bozen: Longo, 1999.
- Ariadnes kluge Schwester. Essay. In Lucks, Annette (Hrsg.) BIlder. – Bozen: Longo, 1999.
- Rives – Künstlerbuch mit sechs Radierungen von Norbert Eberle und sechs Gedichten aus dem Zyklus Wasserstände von Barbara Zoeke. Issing: Josephski-Neukum, 2001 (Pressendruck).
- Retuschiert. Lyrik. Schöngeist. magazin für kunst leben denken 6. Ausgabe. Berlin: ApoDion Verlag, 2005.
- Doppeladler. Kurzprosa. Schöngeist, magazin für kunst leben denken 9. Ausgabe. Berlin: ApoDion Verlag, 2006.
- Kains Quadrat. Lyrik. Schöngeist, magazin für kunst leben denken 12. Ausgabe. Berlin: ApoDion Verlag, 2006.
- Alles auf Anfang. Kurzprosa. Schöngeist, magazin für kunst leben denken 12. Ausgabe. Berlin: ApoDion Verlag, 2006.

### Archivierungen / Rezitationen
- Ungeheuer ist viel. Doch nichts ungeheurer als der Mensch. Balladen und erzählende Gedichte. (u. a. Rezitation von drei Gedichten der Autorin). Staatstheater Mannheim, Casino Werkhaus, Mai 1991.
- Lyrik und Musik. (u. a. Rezitation von zehn Gedichten der Autorin). Staatsschauspiel Stuttgart, TheaterSpecial, Mai 2001.
- Deutsches Literaturarchiv Marbach: Ankauf des Künstlerbuchs Rives mit sechs Radierungen von Norbert Eberle und sechs Gedichten von Barbara Zoeke, Mai 2001.
- Sammlung Monacensia: Literaturarchiv der Stadt München. Ankauf des Künstlerbuchs Rives mit sechs Radierungen von Norbert Eberle und sechs Gedichten von Barbara Zoeke, Mai 2001.
- Lyrik und Musik. (u. a. mit acht Gedichten der Autorin). Staatsgalerie Stuttgart. Rezitationen anlässlich der Museumsnacht November 2002.
- Bilder und Texte. Ausstellung von Bildern zu literarischen Texten (u. a. mit sechs Texten der Autorin). Fürstenfeldbruck, Oktober 2003.
- Zeichnung und Text. Ausstellung von Arbeiten zu literarischen Texten (u. a. mit sechs Texten der Autorin). Stadtmuseum Ingolstadt, Oktober 2004.
- Liedkunst Kunstlied. Lyrik und Musik (u. a. mit zehn Gedichten der Autorin). Schauspiel Stuttgart in der Serie Unverantwortlich, März 2006.

### Umfangreichere Arbeiten
- Kategorialleistungen von Haustauben: ein vergleichend-experimenteller Beitrag zur Genese und Dynamik von Bezugssystemen. Meisenheim (am Glan): Hain, 1975, ISBN 3-445-01200-8 (zugleich Dissertation Münster 1973)
- Hrsg. mit Gisbert Roloff: 10 × Gerechtigkeit – unterwegs mit Sisyphos. Lengerich: Pabst Publishers, 2006, ISBN 978-3-89967-348-7.
- Wasserstände. Gedichte, hrsg. von Theo Czernik. Hockenheim: Edition L. 2008, ISBN 978-3-934960-71-8.
- Tausend Jahre. Erzählung. In Ruben Wickenhäuser (Hrsg.): Das steinerne Auge. München: Bookspot Verlag, 2009.
- Bewegliche Labyrinthe. Roman. Aachen: Shaker 2014, ISBN 978-3-95631-097-3.[5]
- Anleitung für Simulanten – Reiseführer ins Schummelland. Ratgeber. Zusammen mit Gisbert Roloff und Andrzej Angielczyk. Murnau am Staffelsee: Mankau Verlag, 2014, ISBN 978-3-86374-153-2.
- Die Stunde der Spezialisten.  Roman. Die Andere Bibliothek, Berlin 2017, ISBN 978-3-8477-0393-8.